# Ацтекиум Хинтона
Ацтекиум Хинтона (лат. Aztekium hintonii) — суккулент из рода Ацтекиум семейства Кактусовые.
Долгие 80 лет род Ацтекиум считался монотипным, пока Джордж Себастьян Хинтон (George Sebastián Hinton) в 1991 году не открыл этот новый вид, который и был назван в его честь.

## Ареал
Ацтекиум Хинтона — эндемичный вид, произрастающий на ограниченной территории мексиканского штата Нуэво-Леон, в отрогах Сьерра Мадре, недалеко от города Галеана. Изредка встречается на стенах каньонов в трещинах гипса.

## Биологическое описание
Растения одиночные, с тусклым серовато-зеленоватым стеблем, диаметром до 10 см. Ребра хорошо выраженные, их количество может варьироваться от 10 до 15 шт. Ребра от 6 до 12 миллиметров высотой, сначала довольно узкие — 3-4 миллиметра, с возрастом становятся шире. По бокам ребер проходит множество очень тонких поперечных морщин, типичных и для Ацтекиума риттери. 2-3 сильно изогнутые колючки могут достигать 10-13 мм длины, обычно они скрыты под густым опушением ареол. Цветы, пурпурного цвета могут достигать диаметра от 1 до 3 сантиметров.

## Культура
Aztekium hintonii не так сложно выращивать, как A. ritteri. Растет он немного быстрее, хотя до четырёх лет его очень легко потерять из-за ошибок в культивировании. Растения лучше растут на полном солнце или в полутени. Обязательно нужен хороший дренаж почвы и осторожный полив в летний период.

## Охрана
Покупая растения, необходимо помнить, что их вывоз с мест произрастания строго регламентирован, так как Ацтекиум Хинтона занесён в красный список Международного союза охраны природы (IUCN), как растение, находящееся в критической опасности.